# 1943
1943. је била проста година.

## Догађаји

### Јануар
- 14. јануар — У Казабланки почела конференција лидера савезничких снага у Другом светском рату Рузвелта, Черчила и Де Гола.
- 18. јануар — Након седмодневних борби током операције Искра совјетске трупе су су олакшале опсаду Лењинграда отворивши узани коридор.
- 20. јануар — Отпочела је операција Вајс.
- 29. јануар — 30. јануар - Битка код острва Ренел
- 30. јануар — Британско ратно ваздухопловство у Другом светском рату почело прво даноноћно бомбардовање Берлина.

### Фебруар
- 2. фебруар — Црвена армија после шестомесечних борби код Стаљинграда присилила немачку 6. армију на капитулацију.
- 16. фебруар — Норвешки командоси које је обучила британска Управа за специјалне операције су уништили фабрику коју је немачки пројекат нуклеарне бомбе користио за добијање тешке воде.
- 16. фебруар — Војници Црвене армије су поново ушли у Харков.
- 18. фебруар — Јозеф Гебелс је одржао говор у Спортпаласту да би мотивисао немачки народ на тотални рат када се ситуација у Другом светском рату почела окретати против Немачке.
- 20. фебруар — Отворила се пукотина у кукурузном пољу у мексичкој држави Мичоакан из које је деветогодишњом ерупцијом настао вулкан Парикутин.
- 24. фебруар — Повлачењем савезничких снага завршена је битка за Касерински пролаз, први већи окршај немачких и америчких трупа.

### Март
- 2. март — Аустралијско и америчко ваздухопловство су напали и уништили велики конвој Јапанске морнарице у Бизмарковом мору.
- 11. март — Мартовски преговори између немачке војске коју је представљао енерал-лајтнант Бенигнус Диполд, командант 717. дивизије, један млађи официр и један представник Хитлерјугенда, и партизана које су представљали Коча Поповић, командант Прве пролетерске дивизије, Милован Ђилас, члан Врховног штаба НОВЈ и Политбироа ЦК КПЈ, и Владимир Велебит. После преговора партизанска делегација је остала у Горњем Вакуфу да чека немачки одговор на писмени предлог. Немачке команде у Сарајеву, Загребу, Бечу и Берлину су истог дана обавештене о доласку партизанске делегације.
- 18. март —  Милован Ђилас и Владимир Велебит су у немачкој пратњи пошао за Сарајево да настави преговоре са немачком војском. Успут су су се зауставили у Коњицу, где је партизанског делегата приметила група равногораца. О томе је Војислав Лукачевић, који се налазио у немачком штабу у Коњицу, је депешом обавестио Захарија Остојића и Михаиловића (који се 18. марта придружио Остојићу у Калиновику) да су партизани ступили у преговоре са Немцима. Сутрадан су партизани ослободили прву групу немачких заробљеника.
- 23. март — Преговори су настављени у Загребу 23. и 24. марта. Велебит и Ђилас су изјавили следеће: „…ми немамо никаквог разлога за ратовање против немачке војске, нити за изазивање штете немачким интересима у целој држави, било да су војне или економске природе. За то не захтевамо никакву противуслугу. Треба само да нам омогућите прилику да се боримо против четника и ми ћемо их ликвидирати”.
- 14. март — Нацисти су у Другом светском рату завршили са ликвидацијом Краковског гета.
- 15. март — Након треће битке за Харков Немци су преотели Харков од Совјета након жестоких уличних борби.

### Април
- 8. април — Операција Тојфел битка између јединица ЈВуО с једне и снага Нацистичке Немачке и снага НДХ с друге стране, током априла месеца 1943. године, у периоду непосредно пре капитулације Италије, у Босни на добојском Озрену.
- 19. април — У Варшави почео је устанак у Варшавском гету када су нацисти ушли у Варшавски гето да прикупе преостале Јевреје.

### Мај
- 12. мај — Предајом немачког генерала Ханса фон Арнима у Тунису завршене борбе у северној Африци у Другом светском рату.
- 15. мај — Распуштена је Коминтерна.
- 15. мај — Отпочела битка на Сутјесци.
- 16. мај — Нацисти су угушили устанак у Варшавском гету.
- 17. мај — Бомбардери РАФ су бомбардовали бране на рекама Едер, Муне и Зорпе у Немачкој.

### Јун
- 4. јун — Војним пучем збачен је са власти председник Аргентине Рамон Кастиљо.
- 8. јун — Операција Круг напад јединица Вермахта на јединице ЈВуО
- 9. јун — Врховни командант партизанских јединица, Јосип Броз Тито, рањен приликом жестоких борби које су партизанске јединице водиле против бројчано надмоћних окупационих и квислиншких снага. Тито је једини врховни командант једног ослободилачког покрета у Другом светском рату, који је био рањен.

### Јул
- 5. јул — Немачком офанзивом из правца Орела и Харкова на совјетске положаје почела је Курска битка.
- 9. јул — Савезници у Другом светском рату извели су инвазију на Сицилију.
- 12. јул — 
  - У бици код Прохоровке у Другом светском рату, немачке и совјетске војске су се сукобиле у највећој тенковској бици свих времена.
  - Операција Моргенлуфт  немачко-бугарско-љотићевска операција против четника. Завршила се немачко-бугарским неуспехом и победом четника. Четницима је командовао лично Дража Михаиловић, а Немцима генерал Паул Бадер.
- 14. јул —  Операција Ариље немачко-бугарско-љотићевска операција против четника.
- 22. јул — Савезничке снаге у Другом светском рату заузеле италијански град Палермо, на острву Сицилија.
- 23. јул — Операција Рудник офанзива Немаца, Бугара и Љотићеваца против четника од 23. јула до почетка августа 1943. године у околини планине Рудник и Шумадији. Четницима је командовао капетан Никола Калабић, а непријатељима је командовао генерал Паул Бадер, командант немачких трупа у Србији.
- 25. јул — Италијански диктатор Бенито Мусолини приморан, после седнице Великог фашистичког већа, да поднесе оставку.
- 28. јул — Краљевско ваздухопловство је у операцији Гомора бомбардовало Хамбург, изазвавши ватрену стихију која је усмртила 42.000 немачких цивила.

### Септембар
- 3. септембар — Англо-америчке снаге су се искрцале на италијанско копно у Другом светском рату.
- 8. септембар — Објављена је безусловна капитулација Италије у Другом светском рату.
- 10. септембар — После капитулације Италије у Другом светском рату, Немци су окупирали Рим и ставили под протекторат Ватикан.
- 12. септембар — Немачки командоси су ослободили из притвора бившег италијанског диктатора Бенита Мусолинија.

### Октобар
- 3. октобар — Операција Мајсколбен немачко-бугарско-љотићевска операција против четника.
- 10. октобар — Операција Крум (Криви) немачко-бугарско-љотићевска операција против четника.
- 13. октобар — Италијанска влада на челу са маршалом Пјетром Бадољом, је прешла на страну Савезника и објавила рат Силама осовине.
- 20. октобар — Операција Ерих немачко-бугарско-љотићевска операција против четника.
- 21. октобар — Операција Долстос немачко-бугарско-љотићевска операција против четника.
- 24. октобар — Операција Хербстнебел (Јесења магла)  немачкa операција против четника.
- 30. октобар — Операција Хамелброт (Овсињи хлеб)  немачка операција против четника.

### Новембар
- 5. новембар — У Јајцу је у Другом светском рату основан Танјуг.
- 25. новембар — У Мркоњић-Граду је одржано прво заседање Земаљског антифашистичког већа народног ослобођења Босне и Херцеговине.
- 22. - 26. новембар — Конференција у Каиру састали су се кинески војсковођа Шек, амерички председник Рузвелта и премијер Велике Британије Черчил Другог у Каиру, Египат. Трајала је од 22. до 26. новембра. Разматрали су питања рата против Јапана и објавили да се јапанска освајања на Далеком истоку не признају.
- 28. новембар — Техеранска конференција  састанак Јосифа Стаљина, Френклина Рузвелта и Винстона Черчила од 28. новембра и 1. децембра 1943. који се одржао у Техерану, Иран. Прва конференција између три светске силе (СССР, САД и Уједињено Краљевство) којој је присуствовао Стаљин. Главна тема је била отварање другог фронта у западној Европи. Договорено је признање независност Ирана, и подршка југословенским партизанима у оружју и опреми и војним операцијама.
- 29. новембар — У Јајцу почело са радом Друго заседање АВНОЈ-а, на којем је (између осталог) Титу додељен чин маршала.
- 30. новембар — Масакр у Иванцима био је потпуно уништење српског села Иванци стране снага Трећег рајха. За само пола сата убијено 73 Срба.

### Децембар
- 4. децембар — Операција Цитен покренула је нацистичка Друга оклопна армија са циљем санирања кризе и систематског побољшања својих позиција на западном Балкану. Циљ ове операције је овладавање залеђем средње Далмације, а посебно Ливањским Пољем као кључним положајем.

## Рођења

### Јануар
- 18. јануар — Пол Фриман, енглески глумац
- 19. јануар — Џенис Џоплин, америчка музичарка (прем. 1970)
- 22. јануар — Марилија Пера, бразилска глумица (прем. 2015)
- 24. јануар — Шерон Тејт, америчка глумица (прем. 1969)
- 25. јануар — Тоб Хупер, амерички редитељ, сценариста и продуцент (прем. 2017)
- 28. јануар — Миодраг Андрић, српски глумац (прем. 1989)
- 30. јануар — Јанош Месарош, српски сликар
- 31. јануар — Шпела Розин, словеначка глумица

### Фебруар
- 3. фебруар — Блајт Данер, америчка глумица
- 5. фебруар — Мајкл Мен, амерички редитељ, сценариста и продуцент
- 9. фебруар — Џо Пеши, амерички глумац и музичар
- 20. фебруар — Мајк Ли, енглески редитељ и сценариста
- 22. фебруар — Едуард Лимонов, руски књижевник, публициста и политичар (прем. 2020)
- 25. фебруар — Џорџ Харисон, енглески музичар (прем. 2001)
- 27. фебруар — Карлос Алберто Пареира, бразилски фудбалски тренер

### Март
- 2. март — Џексон Кери Френк, амерички музичар (прем. 1999)
- 4. март — Лучо Дала, италијански музичар и глумац (прем. 2012)
- 8. март — Лин Редгрејв, енглеско-америчка глумица (прем. 2010)
- 9. март — Боби Фишер, амерички шахиста (прем. 2008)
- 14. март — Коле Ангеловски, македонски глумац, редитељ и сценариста
- 15. март — Дејвид Кроненберг, амерички редитељ, сценариста, продуцент, писац и глумац
- 22. март — Џорџ Бенсон, амерички музичар
- 29. март — Ерик Ајдл, енглески глумац, комичар, писац, сценариста, редитељ и музичар
- 29. март — Вангелис, грчки музичар и композитор (прем. 2022)
- 29. март — Џон Мејџор, британски политичар, премијер Уједињеног Краљевства (1990—1997)
- 31. март — Кристофер Вокен, амерички глумац, певач, комичар, редитељ, продуцент, сценариста и плесач

### Април
- 3. април — Ранко Мунитић, српско-хрватски теоретичар, критичар и историчар уметности, а такође и сценариста, редитељ, новинар и ТВ водитељ. (прем. 2009)
- 22. април — Луиз Глик, америчка песникиња, добитница Нобелове награде за књижевност (2020) (прем. 2023)
- 28. април — Беба Лончар, српска глумица

### Мај
- 2. мај — Мустафа Надаревић, хрватско-босанскохерцеговачки глумац и редитељ (прем. 2020)
- 5. мај — Мајкл Пејлин, енглески глумац, комичар, сценариста, редитељ,и писац
- 14. мај — Џек Брус, шкотски музичар, најпознатији као члан супергрупе Cream (прем. 2014)
- 14. мај — Оулавир Рагнар Гримсон, исландски политичар, председник Исланда (1996—2016)

### Јун
- 1. јун — Барбара Мартин, америчка певачица, најпознатија као једна од првобитних чланица групе
- 11. јун — Кутињо, бразилски фудбалер и фудбалски тренер (прем. 2019)
- 13. јун — Душко Локин, хрватски певач
- 13. јун — Малком Макдауел, енглески глумац
- 23. јун — Љерка Драженовић, југословенска глумица, новинарка и ТВ водитељка (прем. 2013)

### Јул
- 3. јул — Куртвуд Смит, амерички глумац
- 7. јул — Тото Кутуњо, италијански музичар (прем. 2023)
- 10. јул — Артур Еш, амерички тенисер (прем. 1993)
- 26. јул — Мик Џегер, енглески музичар, глумац и филмски продуцент
- 28. јул — Ричард Рајт, енглески музичар, најпознатији као суоснивач, клавијатуриста и певач групе  (прем. 2008)

### Август
- 4. август — Лаура Бјађоти, италијанска модна креаторска (прем. 2017)
- 8. август — Есма Реџепова, македонска певачица и хуманитарка (прем. 2016)
- 17. август — Роберт де Ниро, америчко-италијански глумац, редитељ и продуцент
- 18. август — Ђани Ривера, италијански фудбалер и политичар
- 20. август — Силвестер Макој, шкотски глумац
- 20. август — Драган Николић, српски глумац (прем. 2016)
- 27. август — Тјуздеј Велд, америчка глумица

### Септембар
- 4. септембар — Љубомир Михајловић, српски фудбалер
- 6. септембар — Роџер Вотерс, енглески музичар, најпознатији као суоснивач, гитариста, басиста и певач групе
- 23. септембар — Хулио Иглесијас, шпански музичар и фудбалер
- 29. септембар — Лех Валенса, пољски политичар, председник Пољске (1990—1995)
- 29. септембар — Волфганг Оверат, немачки фудбалер

### Октобар
- 8. октобар — Чеви Чејс, амерички глумац, комичар, сценариста и продуцент
- 12. октобар — Лин Шеј, америчка глумица
- 15. октобар — Пени Маршал, америчка глумица, редитељка и продуценткиња (прем. 2018)
- 17. октобар — Кирил Дојчиновски, југословенски и македонски фудбалер и фудбалски тренер (прем. 2022)
- 22. октобар — Катрин Денев, француска глумица, певачица, модел и продуценткиња
- 29. октобар — Душан Ивковић, српски кошаркаш и кошаркашки тренер (прем. 2021)

### Новембар
- 1. новембар — Љиљана Седлар, српска глумица (прем. 2023)
- 7. новембар — Мајкл Берн, енглески глумац
- 7. новембар — Џони Мичел, канадска музичарка
- 8. новембар — Мартин Питерс, енглески фудбалер и фудбалски тренер (прем. 2019)
- 12. новембар — Волас Шон, амерички глумац, комичар, драматург, сценариста и есејиста
- 13. новембар — Роберто Бонинсења, италијански фудбалер
- 17. новембар — Лорин Хатон, америчка глумица и модел
- 18. новембар — Дина Рутић, југословенска глумица (прем. 2019)
- 22. новембар — Били Џин Кинг, америчка тенисерка
- 23. новембар — Петар Сканси, хрватски кошаркаш и кошаркашки тренер (прем. 2022)
- 27. новембар — Никол Бросар, француско-канадска песникиња и списатељица
- 30. новембар — Теренс Малик, амерички редитељ, сценариста и продуцент
- 30. новембар — Снежана Никшић, српска глумица (прем. 2022)

### Децембар
- 8. децембар — Џим Морисон, амерички музичар и песник, најпознатији као вођа и певач групе  (прем. 1971)
- 18. децембар — Кит Ричардс, енглески музичар
- 23. децембар — Елизабет Хартман, америчка глумица (прем. 1987)
- 25. децембар — Зафир Хаџиманов, српско-македонски глумац, певач, композитор и песник (прем. 2021)
- 31. децембар — Џон Денвер, амерички музичар, музички продуцент, глумац, активиста и хуманитарац (прем. 1997)
- 31. децембар — Бен Кингсли, енглески глумац

## Смрти

### Јануар
- 7. јануар — Никола Тесла, научник и проналазач на пољу електротехнике и радио-технике.

### Април
- 9. април — Алекса Дејовић, политички комесар Друге пролетерске бригаде и народни херој (*1920).

### Мај
- 14. мај — Јелена Ћетковић, народни херој Југославије

### Јун
- 8. јун — Михаило Петровић Алас (*1868), математичар, професор Београдског универзитета и академик Српске краљевске академије.
- 13. јун — Коста Рацин, македонски песник и револуционар (*1908).

### Јул
- 18. јул — Жан Алавоан, француски бициклиста. (*1888)

## Нобелове награде
- Физика — Ото Штерн
- Хемија — Ђерђ де Хевеш
- Медицина — Хенрик Карл Петер Дам и Едвард Адалберт Дојзи
- Књижевност — Награда није додељена
- Мир — Награда није додељена
- Економија — Награда у овој области почела је да се додељује 1969. године